# Heilige Schar (Zweiter Weltkrieg)
Die Heilige Schar (griechisch Ιερός Λόχος) oder Heilige Kompanie war eine griechische Spezialeinheit im Zweiten Weltkrieg. Sie bestand von 1942 bis 1945 und kämpfte in Nordafrika und der Ägäis.

## Bezeichnung
Die Einheit nannte sich zunächst „Truppe auserwählter Unsterblicher“. Als im September 1942 Oberst Christodoulos Tsigantes das Kommando übernahm, wählte er die traditionsreiche Bezeichnung „ieros lochos“. „lochos“ ist die neugriechische Bezeichnung für eine Kompanie oder bedeutet auch einfach Truppe, jedoch ist die historisierende Übersetzung „Heilige Schar“ vorherrschend. Denn die Bezeichnung erfolgte in Anlehnung an gleichnamige historische Elitetruppen wie die antike thebanische Heilige Schar oder die im Griechischen Unabhängigkeitskrieg.

## Gründung
Die Heilige Schar wurde im August 1942 von der griechischen Exilregierung gebildet, die nach der Besetzung Griechenlands durch die deutsche Wehrmacht im Mai 1941 nach Ägypten geflüchtet war. Sie bestand ausschließlich aus ausgewählten Offizieren und Offizieranwärtern, die der Exilregierung loyal ergeben waren. Auch ein Cousin von König Georg II., Prinz Petros, gehörte ihr als Major an.

## Einsätze

### Zuordnung zum Special Air Service
Die Truppe wurde dem britischen Special Air Service (SAS) zugeordnet. Das Geschwader des SAS wurde auf den amphibischen Fähigkeiten der berühmten Kommandoeinheit „Special Boat Service“ (SBS) aufgebaut und sollte zur Special Boat Squadron (SBS) werden. Mit dem Ende des Afrika-Krieges im Mai wurde die SAS in zwei Truppen aufgeteilt. Die Special Raiding Squadron sollte vor ihrer Rückkehr in die Heimat im zentralen Mittelmeer operieren, während die SBS für den Rest des Krieges mit der griechischen Heiligen Schar in der Ägäis operieren sollte. Beide wurden später zu Regimentern erweitert.
In Abstimmung mit dem Kommandeur des britischen SAS-Regiments, Oberstleutnant David Stirling, und dem griechischen Hauptquartier wurde die Einheit zunächst zum SAS-Stützpunkt Qabrit in Ägypten verlegt, um die Ausbildung für ihre neuen Aufgaben zu beginnen. Doch nach der Schlacht von El Alamein machte die Geschwindigkeit des alliierten Vormarsches in Libyen das Training von Kfz-gestützten Kommandounternehmen überflüssig.

### Operationen in Tunesien
Auf Vorschlag von Oberst Tsigantes unterstellte am 7. Februar 1943 General Bernard Montgomery, der Kommandeur der britischen 8. Armee, die griechische Einheit als leichte mechanisierte Kavallerie dem Kommando von General Leclerc von der französischen 2. Panzerdivision der Forces françaises libres in Tunesien. Am 10. März 1943 schlug die Heilige Schar im Bereich von Ksar-Rillan ihre erste Schlacht gegen eine deutsche mechanisierte Abteilung, um das Vordringen des X. Britischen Armee Corps abzusichern, das versuchte, die Mareth-Verteidigungslinie südlich zu umgehen.
Nach der Einnahme der tunesischen Stadt Gabès durch die alliierten Streitkräfte wurde die Heilige Schar der 2. neuseeländischen Division zugeordnet, und so focht am 6. April eine gemischte griechisch-neuseeländische Abteilung gegen die Deutschen um Wadi Akarit. Am 12. April zog die Heilige Schar in Sousse ein und nahm vom 13. bis 17. April an der Schlacht bei Enfidaville teil.

### Operationen in der Ägäis
Ab Mai 1943 wurde die Heilige Schar, jetzt 314 Mann stark, in verschiedene Lager in Palästina verlegt. Im Juli begab sie sich nach Jenin zur Fallschirm-Ausbildung. Nach dem Waffenstillstand von Cassibile vom 3. September 1943 rückten britische Truppen auf die bis dahin zu Italien gehörenden Inseln des Dodekanes vor. Die erste Abteilung der Heiligen Schar wurde am 30. Oktober aus der Luft auf die griechische Insel Samos abgesetzt, während die Abteilungen II und III auf Fischerbooten vorrückten. Mit dem Scheitern der Kampagne nach der Schlacht von Leros Mitte November 1943 wurde Samos jedoch geräumt, und die Heilige Schar zog sich in den Nahen Osten zurück.
Im Februar 1944 wurde sie dem Kommando der „British Raiding Forces“ unterstellt. Am 7. Februar rückte ihre erste Abteilung zu den nördlichen Ägäis-Inseln Samos, Psara, Lesbos und Chios, Abteilung 2 zum Dodekanes vor.
Im April 1944 wurde die Heilige Schar auf Regimentsgröße von rund 1000 Mann erweitert.
Mitte Juli 1944 unternahm die Heilige Schar mit einer SBS-Einheit einen erfolgreichen Überraschungsangriff auf die deutsche Garnison auf Symi.

### Dekemvrianaund Kriegsende
Nachdem im Oktober 1944 das griechische Festland von der Besetzung durch die Achsenmächte befreit worden war, kehrte die Heilige Schar ebenso wie die griechische Regierung unter Georgios Papandreou nach Griechenland zurück. Die Spannungen zwischen der von den Briten gestützten Regierung und der linken Nationalen Befreiungsfront (EAM), die große Teile des Landes unter Kontrolle hatte, entzündeten sich an der Frage der Entwaffnung der Partisaneneinheiten und der Bildung einer neuen nationalen Armee aus Mitgliedern der beiden Exil-Streitkräfte und den Partisanen der ELAS und EDES. Allerdings misstrauten die Regierung Papandreou und die Briten den politischen Absichten der zahlenmäßig starken Befreiungsarmee und wollten die politisch zuverlässige Heilige Schar sowie die Riminibrigade unangetastet lassen, statt ihre Mitglieder in eine womöglich EAM-dominierte Volksarmee zu integrieren. Die Auseinandersetzung mündeten im Dezember 1944 in die bewaffneten Kämpfe der Dekemvriana in Athen, in denen die Heilige Schar gegen die ELAS kämpfte. Wie schon seit Oktober 1944 führte die Heilige Schar nach den Kämpfen in Athen den Kampf gegen die verbliebenen deutschen Einheiten auf den Inseln der Ägäis bis zum Ende des Krieges im Mai 1945 fort.
Als letzte Ägäisinsel wurde am 2. Mai 1945 Tilos nordöstlich von Rhodos nach hartem Kampf Mann gegen Mann befreit.

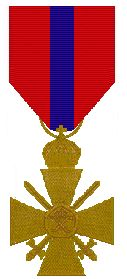
Kriegskreuz

## Auflösung
Im Juni kehrte die Heilige Schar nach Ägypten zurück, bevor sie am 7. August 1945 im Rahmen einer Zeremonie in Athen aufgelöst wurde. Bei der Zeremonie wurde ihre Truppenfahne von Erzbischof Damaskinos mit den höchsten militärischen Orden Griechenlands, dem Goldenen Tapferkeitskreuz und dem Griechischen Kriegskreuz Erster Klasse, ausgezeichnet.
Die Verluste der Heiligen Schar beliefen sich auf 25 Tote, 56 Verletzte, 3 Vermisste und 29 Gefangene.

## Literarische Betrachtung
Eingang fand diese Einheit in dem Roman Die Kanonen von Navarone des Autors Alistair MacLean sowie in der gleichnamigen Verfilmung u. a. mit Gregory Peck, David Niven und Anthony Quinn.